# Vittisphena somalica
Vittisphena somalica är en insektsart som beskrevs av Kevan, D.K.M. 1956. Vittisphena somalica ingår i släktet Vittisphena och familjen Pyrgomorphidae. Inga underarter finns listade i Catalogue of Life.